# Бертинські аннали

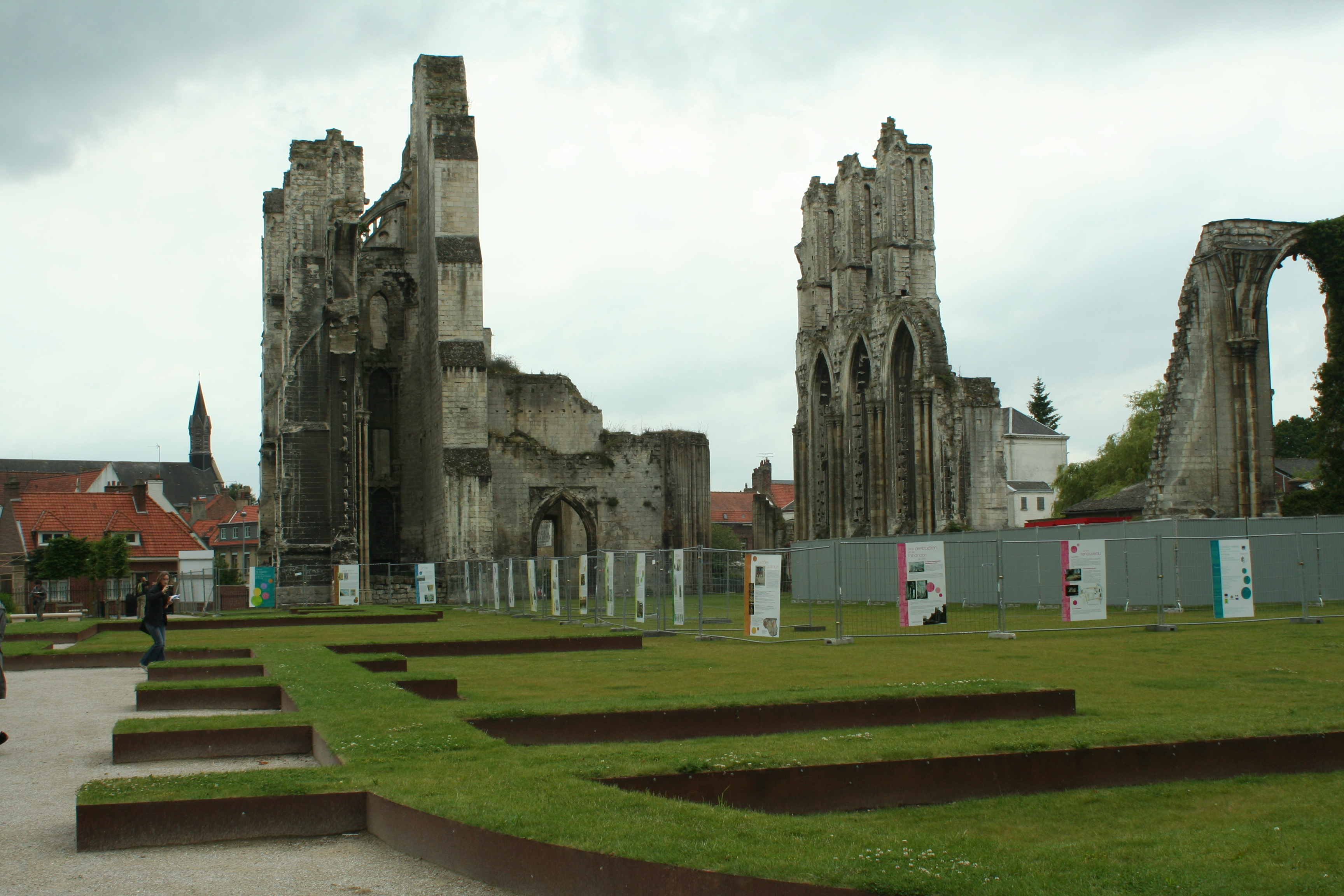
Руїни Бертинського абатства

Бертинські аннали (лат. Annales Bertiniani) — пам'ятка середньовіччя, написана у Франкській імперії у 830—882 роках. Назва умовна, за містом знахідки основного рукопису в абатстві святого Бертина; нині це руїни в межах міста Сент-Омер (Па-де-Кале) на півночі Франції (див. ілюстрацію).
Містять найдавнішу західноєвропейську згадку про русь; тривалий час були головним аргументом норманської теорії походження Русі.

## Історія
- Перша частина складена невідомим автором у 830—835 рр.[3];
- Другу частину приписують іспанцеві на ім'я Галіндо (святому Пруденцієві Труаському), укладену у 835—861 роки. Про нього згадує третя частина Бертинських анналів під 861 роком.
- Третя частина складена архієпископом Гінкмаром Реймським у 861—882 рр., і відрізняється складною мовою викладу матеріалу із не завжди ясним змістом, але подробицями. Оскільки автори зазначених анналів були близькі до західно-франкського (французького) королівського дому, то висвітлення подій іноді має упереджений характер.

Бертинські аннали містять найдавнішу західноєвропейську згадку про русь. В анналах повідомляється, що у 839 році до імператора Людовика I (814—840), прибуло посольство візантійського імператора Теофіла (829—842 рр.), який: «прислав також… деяких людей, які стверджували, що вони і народ їх, називаються рос (Rhos); їх король (лат. rex) має титул хакана (лат. chacanus), і направив до нього (Теофіла), як вони стверджували, заради дружби…»
Складені були Аннали (у тій частині, де йдеться про русь) Пруденцієм Труаським, двірським капеланом Людовика I за часів правління західнофранкського короля Карла Лисого (840–877).
| 839 року до Людовика прибуло посольство візантійського імператора Теофіла, який «надіслав також… деяких людей, які стверджують, що вони, тобто народ їх, називається Рос (Rhos); король (rex) їх, якого звуть каганом (chacanus), направив їх до нього (Теофіла), як вони запевняли, заради дружби. Він (Теофіл) просив…, щоб милістю імператора і за його допомоги вони отримали можливість крізь його імперію безпечно повернутися на батьківщину, бо шлях, яким вони прибули до Константинополя прямує землями варварськими і у своїй надзвичайній дикості винятково лютих народів, і він не бажав, щоб вони повертались цим шляхом, аби не наражалися за нагоди на яку-небудь небезпеку. Ретельно розслідувавши цілі їхнього прибуття, імператор дізнався, що вони походять з народу шведів (Sueones), і, вважаючи їх радше розвідниками і в тій країні і в нашій, ніж послами дружби, вирішив про себе затримати їх до тих пір, доки не вдасться достеменно дізнатися, чи з'явились вони з щирими намірами, чи ні. Про це він не оминув… повідомити Теофілові, а також про те, що з любові до нього прийняв їх ласкаво і що, якщо вони виявляться гідними довіри, він відпустить їх, надав можливість безпечного повернення на батьківщину і допомогу; якщо ж ні, то з нашими послами відправить їх перед його (Теофіла) очі, аби той сам вирішив, як з ними слід вчинити.» (Ann. Bert., a. 839. P. 30-31.) | Venerunt etiam legati Grecorum a Theophilo imperatore directi, Theodosius videlicet Calcedonensis metropolitanus episcopus et Theophanius spatarius, ferentes cum donis imperatori dignis epistola; quos imperator quinto decimo Kalendas Iunii in Ingulenheim honorifice suscepit. Quorum legatio super confirmatione pacti et pacis atque perpetuae inter utrumque imperatorem eique subditos amicitiae et caritatis agebat, necnon de victoriis, quas adversus exteras bellando gentes caelitus fuerat assecutus, gratificatio et in Domino exultatio ferebatur; in quibus imperatorem sibique subiectos amicabiliter Datori victoriarum omnium gratias referre poposcit. Misit etiam cum eis quosdam, qui se, id est gentem suam, Rhos vocari dicebant, quos rex illorum chacanus vocabulo ad se amicitiae, sicut asserebant, causa direxerat, petens per memoratam epistolam, quatenus benignitate imperatoris redeundi facultatem atque auxilium per imperium suum toto habere possent, quoniam itinera, per quae ad illum Constantinopolim venerant, inter barbaras et nimiae feritatis gentes inmanissimas habuerant, quibus eos, ne forte periculum inciderent, redire noluit. Quorum adventus causam imperator diligentius investigans, comperit, eos gentis esse Sueonum. Exploratores potius regni illius nostrique quam amicitiae petitores ratus, penes se eo usque retinendos iudicavit, quoad veraciter inveniri posset, utrum fideliter eo necne pervenerint; idque Theophilo per memoratos legatos suos atque epistolam intimare non distulit, et quod eos illius amore libenter susceperit, ac, si fideles invenirentur, et facultas absque illorum periculo in patriam remeandi daretur, cum auxilio remittendos; sin alias, una cum missis nostris ad eius praesentiam dirigendos, ut, quid de talibus fieri deberet, ipse decernendo efficeret. |

Цікавим є те, що хоч цей текст традиційно вважали аргументом норманістів в контексті етнічного походження русів, його зміст піддається рівно протилежному тлумаченню: оповідь безпосередньо каже про виявлену різницю між справжньою етнічністю посланників та, фактично, їх політичною приналежністю до народу русь, посланцями якого вони виступають[джерело не вказане 477 днів].
Як відомо, скандинавські мореплавці активно торгували зі слов'янами, отже були здатні влитися в існуючу державу-спільноту Руси, згодом виконуючи властиві функції послів-торговців[джерело не вказане 477 днів].
У дані аннали вставлені самостійні джерела, наприклад, «Бачення англійського короля» за 839 рік або текст «Мерсенського договору» за 851 рік.
Франція у 2018 р. передала в Україну копії витягів із Бертинських хронік, які зберігають у бібліотеці міста Сент-Омер.

## Видання
- Monumenta Germaniae Historica SS. I: Annales et chronica aevi Carolini. Pertz, G. H. (Hrsg.). Verlag Karl W. Hiersemann: Leipzig, 1925 (лат.)